# Delcourt
Delcourt (czytaj: delkur) – francuskie wydawnictwo komiksowe, założone w 1986 roku przez Guya Delcourta. Oprócz francuskich nowości komiksowych (np. Armada, Aquablue, Pieśń strzyg) publikuje mangi i serie amerykańskie (np. Spawn).